# Стрибки у воду на літніх Олімпійських іграх 1964
Змагання зі стрибків у воду на літніх Олімпійських іграх 1964 в Токіо тривали з 11 до 18 жовтня в Національній гімназії Йойогі. Розіграно 4 комплекти нагород (по 2 серед чоловіків і жінок). Змагалися 80 стрибунів і стрибунок у воду з 20-ти країн.

## Медальний залік
Дисципліни названо згідно з позначеннями Міжнародного олімпійського комітету, але в офіційному звіті їх наведено, відповідно, як "стрибки у воду з трампліна" і "стрибки у воду з вишки".

### Чоловіки
| Дисципліна    | Золото                  | Срібло              | Бронза                 |
| ------------- | ----------------------- | ------------------- | ---------------------- |
| Трамплін, 3 м | Кеннет Сітцберґер (USA) | Френк Ґормен (USA)  | Лоуренс Ендрісен (USA) |
| Вишка, 10 м   | Боб Вебстер (USA)       | Клаус Дібіасі (ITA) | Том Ґомпф (USA)        |

### Жінки
| Дисципліна    | Золото              | Срібло              | Бронза                 |
| ------------- | ------------------- | ------------------- | ---------------------- |
| Трамплін, 3 м | Інґрід Кремер (EUA) | Джінн Кольєр (USA)  | Петсі Віллард (USA)    |
| Вишка, 10 м   | Леслі Буш (USA)     | Інґрід Кремер (EUA) | Галина Алексєєва (URS) |

## Таблиця медалей
| Місце              | Країна                           | Золото | Срібло | Бронза | Загалом |
| ------------------ | -------------------------------- | ------ | ------ | ------ | ------- |
| 1                  | США (USA)                        | 3      | 2      | 3      | 8       |
| 2                  | Об'єднана німецька команда (EUA) | 1      | 1      | 0      | 2       |
| 3                  | Італія (ITA)                     | 0      | 1      | 0      | 1       |
| 4                  | СРСР (URS)                       | 0      | 0      | 1      | 1       |
| Загалом (4 збірні) | Загалом (4 збірні)               | 4      | 4      | 4      | 12      |

## Країни-учасниці
Список країн, чиї спортсмени взяли участь в Іграх. У дужках - кількість учасників від кожної країни.
- Австралія  (2)
- Австрія  (4)
- Канада  (3)
- Колумбія  (1)
- Данія  (2)
- Єгипет  (1)
- Фінляндія  (1)
- Велика Британія  (6)
- Угорщина  (2)
- Індія  (2)
- Іран  (1)
- Італія  (3)
- Японія  (9)
- Мексика  (3)
- Пуерто-Рико  (1)
- Родезія  (3)
- Південна Корея  (3)
- СРСР  (12)
- Швеція  (2)
- США  (12)
- Об'єднана німецька команда  (9)